# Alain Colmerauer
Alain Colmerauer (Carcassonne, 24 de janeiro de 1941 – Marselha, 12 de maio de 2017) foi um cientista da computação francês, que contribuiu para a criação da linguagem de programação Prolog.

## Biografia
Colmerauer estudou ciência da computação no Instituto de Tecnologia de Grenoble, e logo depois fez seu doutorado na Escola Superior de Tecnologia e Matemática Aplicada de Grenoble, também pertencente ao Instituto.
Em 1970, Colmerauer se mudou para o campus universitário Luminy, aonde na Universidade de Aix-Marselha se tornou um professor associado da universidade, e logo após alguns anos, em 1979 ele ganhou o título de Professeur 1ère classe (Professor integral), e por fim em 1988 ele atingiu o título de Professeur classe exceptionnelle (Professor honorário da Universidade). Durante 3 anos, no período de 1993-1995, Colmerauer se tornou o diretor do Laboratório de Informática de Marselha (Laboratoire d'Informatique de Marseille), em que trabalhava em conjunto com a Universidade de Provença, a Universidade do Mediterrâneo e o Centro Nacional de Pesquisa Científica.
Em 1982, juntamente com Henry Kanoui e Michel Van Caneghem la Pomme d'Or du Logiciel Francais o prêmio da Apple France por sua implementação do Prolog II. Além desse prêmio, Alain Colmerauer recebeu do governo francês em 1986 o titulo de Chevalier de la Legion d'Honneur devido a suas contribuições no mundo da computação.
Alain Colmerauer foi casado com Colette Coursaget, com quem teve três filhos.

## Carreira
No início da década de 1970, o cientista da computação Robert Kowalski desenvolveu uma interpretação procedural de cláusulas de Horn, e mostrou que o axioma A ocorre se B ocorre podia ser lido como um procedimento em uma linguagem de programação recursiva, em que A é a cabeça da cláusula e B o seu corpo. 
Ao mesmo tempo, Colmerauer, seu estudante de doutorado Phillipe Roussel, e seu grupo da Universidade de Aix-Marseille II desenvolveram um sistema especializado para demonstração de teoremas, que foi usado para instalar sistemas de processamento de linguagem natural. Este demonstrador de teoremas foi chamado de PROLOG (do francês, Programation et Logique) e incorporava a interpretação procedural de Kowalski. O próprio Robert Kowalski no entanto afirma que boa parte de sua contribuição foi apenas "filosófica", enquanto Colmerauer e Roussel foram que de fato contribuíram concretamente para o desenvolvimento e criação do Prolog.
Já em 1984, Alain Colmerauer criou a companhia Prologia com o fim de ter um sucesso maior com o desenvolvimento do Prolog III. Já em 2000, quando a companhia focava mais em cálculo e planejamento de risco financeiro, ela se tornou parte do grupo de serviços Air Liquide, porém logo em 2005 acabou sendo comprada pela empresa Experian, tornando a Prologia o braço e setor especialista nas decisões financeiras da empresa.

## A linguagem Prolog
Embora Prolog tenha sido uma grande inovação no ramo da tecnologia de computação e informática, uma enorme parte de seus usuários eram usuários fora do Estados Unidos da América, já que boa parte dos cientistas computacionais e pesquisadores, principalmente aqueles afiliados ao Instituto de Tecnologia de Massachusetts - MIT criticaram duramente o Prolog. Muitos deles afirmavam que computação por meio de dedução para criar uma IA era algo muito pouco eficiente, além de que seus resultados não eram muito precisos ou tinha fraca estrutura.
Grande parte dessa hostilidade com o Prolog pode ter base na rivalidade que a linguagem de programação acabou criando com a linguagem Lisp, instrumento utilizado por grande maioria dos funcionários do MIT. 
Entretanto, mesmo com essa negação contra o Prolog, não se pode negar que graças a linguagem grandes avanços no ramo computacional foram atingidos, sendo a criação de Alan Colmerauer uma grande influência para as gerações futuras de cientistas da computação, servindo também como base de pesquisa para diversos outros ramos da área. Isso é mais notável quando Prolog foi usado como peça chave para o desenvolvimento da funcionalidade de pergunta-resposta da inteligência artificial da IBM, o Watson.

## Títulos e Premiações
- 1982 - Prêmio da Apple France pela implementação do Prolog II;
- 1984 - Recebeu premiações da Conseil Regional of Provence, Alpes, and Côte d'Azur;
- 1985 - Recebeu o prêmio Michel Monpetit Award, da Academia Francesa de Ciência;
- 1986 - Recebeu o título e tornou-se Chevalier de la Legion d'Honneur do Governo Francês;
- 1991 - Tornou-se membro honorário da Associação Americana de Inteligência Artificial;
- 2008 - Recebeu o prêmio ACP Research Excellence Award, Principles and Practice of Constraint ProgrammingReferências

1. ↑  «Prolog est orphelin». binaire.blog (em francês). lemonde.fr. 18 de maio de 2017. Consultado em 23 de maio de 2017
2. ↑  «Alain Colmerauer, première promo Ensimag 1963» (em francês). 17 de maio de 2017. Consultado em 18 de maio de 2017
3. ↑  «In Memoriam: Alain Colmerauer – Association for Logic Programming» (em inglês). cs.nmsu.edu. Consultado em 18 de maio de 2017
4. 1 2  Fisher, Lawrence M. «In Memoriam Alain Colmerauer: 1941-2017». cacm.acm.org (em inglês). Consultado em 9 de setembro de 2019
5. ↑  van Emden, M. H.; Kowalski, R. A (1976). «The semantics of predicate logic as a programming language» (PDF). Journal of the ACM. 23 (4): 733–742. doi:10.1145/321978.321991
6. ↑  Ramon Barták, Guide to Prolog Programming (1998), Introduction «[em linha]». kti.mff.cuni.cz
7. ↑  Nilsson, Nils J. (30 de outubro de 2009). The Quest for Artificial Intelligence (em inglês). [S.l.]: Cambridge University Press. ISBN 9781139642828
8. ↑  Nilsson, Nils J. (30 de outubro de 2009). The Quest for Artificial Intelligence (em inglês). [S.l.]: Cambridge University Press. ISBN 9781139642828